# Reno (hrabstwo Lamar)
Reno – miasto w Stanach Zjednoczonych, w stanie Teksas, w hrabstwie Lamar.